# Aziz
Aziz je priimek več znanih oseb:
- Abdulaziz, otomanski sultan
- Abdul Aziz šah (1926—2000), malezijski kralj
- Faisal bin Abdul Aziz, savdski kralj
- Nisen Aziz (*1915), turški humorist
- Shaukat Aziz (*1929), pakistanski politik
- Tarik Aziz (*1936), iraški politik